# 彈指 (歌曲)
彈指是亞美尼亞女歌手蘿莎·琳恩的歌曲，於2022年3月19日推出，由蘿莎·琳恩、亞歷克斯·沙力比安、寇特尼·哈瑞爾、傑瑞米·杜索利特、拉爾茲·普林奇帕托、塔玛·马迪罗森等人共同創作。歌曲代表亞美尼亞參與2022年在意大利都灵舉辦的2022年欧洲歌唱大赛，最終彈指以61分排名第20名。雖然比賽成績不理想，但歌曲卻取得商業成功，彈指成為TikTok熱門歌曲，不僅登上多國音樂排行榜，還拿下比利时Ultratop单曲冠军。

## 製作與發行
彈指由蘿莎·琳恩、亞歷克斯·沙力比安、寇特尼·哈瑞爾（Courtney Harrellr）、傑瑞米·杜索利特（Jeremy Dussolliet）、拉爾茲·普林奇帕托（Larzz Principato）、塔玛·马迪罗森（Tamar Mardirossian）共同創作，歌曲時長2分59秒，以
拍的C大調創作，每分鐘85拍。歌詞闡述琳恩如何走出情傷。琳恩在歌曲中唱著「（彈指，一，二，你在哪裡？彈指，三，四，不在需要你，快滾出我的心房）」來表現自己的悲傷和憤怒，紀念這段回不去的感情。琳恩接受Wiwibloggs採訪時表示：「這是首眾人都能感同身受的歌曲，對我來說創作彈指是種療程，它讓我找到內心的平衡，走出那段感情」。
歌曲普遍被視為流行民謠歌曲。全国公共广播电台的格倫·威爾登視其為美式鄉村音樂，《獨立報》的馬克·博蒙特（Mark Beaumont）描述為原聲民謠。popbitch認為歌曲聽起來像Girl in Red的作品，官方榜單公司則認為歌曲聽起來像是魯米尼爾樂團和的。《衛報》也稱歌曲給人蒙福之子樂團和魯米尼爾樂團的印象，配上全白的舞台造型，這歌簡直白（人）到不行。
2022年3月19日，彈指正式公開，但歌曲7天前遭受洩露。音樂錄影帶也於3月19日釋出，影片由阿拉瑪依斯·海拉佩特揚（Aramayis Hayrapetyan）執導，海拉佩特揚表示他不想把藝術家藏在身後，製作這部影片除了讓觀眾通往另一個現實也盡可能完整傳遞琳恩的情感。同年10月7日，哥倫比亞唱片釋出第二版音樂錄影帶，該版本在美國拍攝，由達諾·塞爾尼（Dano Cerny）執導。

## 歐洲歌唱大賽
亞美尼亞公共電視（AMPTV）一改近年採用的國民選擇方式，選用內部決定派出參賽代表。在正式宣布前，據傳蘿莎·琳恩將成為亞美尼亞代表。3月11日，正式宣布蘿莎·琳恩將代表亞美尼亞前往2022年欧洲歌唱大赛，參賽作品彈指將於同月19日公開。
經過「半決賽分配抽籤」，她被安排在5月10日的第一場半決賽（Semi-final 1）。琳恩在臥室造型的舞台上演出，牆上布滿許多白色便條紙，隨著歌曲進行，它們一個個被琳恩撕下。彈指獲得187分，以第5名晉級決賽。決賽於5月14日舉行，她被安排在第8位演出。最終琳恩以評審得分40分，觀眾得分21分，合計得分61分獲得2022年歐洲歌唱大賽第20名。

## 專業評價
全国公共广播电台的格倫·威爾登評論其為首甜美可愛的歌曲。《每日雜誌報》和挪威廣播公司的編輯們均給予歌曲3/6分，兩者雖然都認同歌曲優異甚至比預想還要好，但這類（獨立民謠）曲風難以脫穎而出。Wiwibloggs根據內部評審團評價給予歌曲6.72/10，評審團表示歌曲在樂器、人聲、歌詞以及最重要的情感方面都表現良好，雖然情感真摯的彈指無疑有著獨特魅力，但評論認為歌曲會被埋沒在同類型的歌曲中，尤其歌曲缺少爆發力。

## 商業成績
相比慘淡的比賽成績，彈指的商業表現意外成功。據統計，歌曲廣受TikTok歡迎，共超過百萬部短片使用彈指音訊，其中一部擁有1700萬次觀看。的聯合創始人和蘿莎·琳恩的經紀人塔馬·卡普利安（Tamar Kaprelian）將比賽失利化為轉機，他們把歐洲歌唱大賽當做跳板，並透過宣傳各種歌曲版本和比賽幕後花絮，歌曲漸漸在TikTok上傳開。
隨著TikTok熱度，歌曲登上各大音樂排行榜。它拿下比利时佛兰德和瓦隆Ultratop單曲榜冠軍，成功進入奧地利、以色列、拉脫維亞、荷蘭、波蘭、斯洛伐克和瑞士等國排行前五名，並以第18名排在《告示牌》Billboard Global 200。歌曲在英國單曲榜上的最高排名第21名，是今年所有大賽作品表現第二好的歌曲（成績最好是英國選手山姆·萊德的太空人，排名第2）。琳恩也憑藉彈指首次登上美國Billboard Hot 100，是第13位上榜大賽選手，作品最高成績來到第67名。彈指還拿下冠軍。
截至2022年，彈指成為Spotify上第二多串流次數的歐洲歌唱大賽歌曲，並獲頒12國音樂協會唱片認證，琳恩還被哥倫比亞唱片簽下成為旗下藝人。

## 參與名單
來源：Tidal
- 製作人 – 亞歷克斯·沙力比安（英语：Alex Salibian）、伊森·施奈德曼（Ethan Schneiderman）、拉爾茲·普林奇帕托（Larzz Principaton）
- 詞曲創作 – 亞歷克斯·沙力比安、寇特尼·哈瑞爾（Courtney Harrellr）、傑瑞米·杜索利特（Jeremy Dussolliet）、拉爾茲·普林奇帕托（Larzz Principato）、蘿莎·琳恩、塔玛·马迪罗森（Tamar Mardirossian）
- 原聲吉他 – 伊森·施奈德曼
- 額外工作室製作人 – 亞瑟（Arthur）、本·萨马姆（Ben Samama）、莉莉斯（Lilith）
- 聯合演出 – 蘿莎·琳恩
- 貝斯吉他 – 亞歷克斯·沙力比安
- 領唱 – 罗沙·科斯坦德扬（Roza Kostandyan）
- 母帶工程 – 克里斯·阿森斯（Chris Athens）
- 混音工程 – 托尼·瑪莎拉蒂（Tony Maserati）

## 榜單表現
| 排行榜（2022年）                                             | 排名 |
| ------------------------------------------------------------ | ---- |
| 澳大利亚（澳大利亚唱片业协会榜）                             | 20   |
| 奧地利（Ö3四十強單曲榜）                                     | 5    |
| 比利时佛兰德（Ultratop五十強單曲榜）                         | 1    |
| 比利時瓦隆（Ultratop五十強單曲榜）                           | 1    |
| 巴西（克勞利廣播分析十大國際流行榜）                         | 9    |
| 加拿大（Canadian Hot 100）                                   | 29   |
| 加拿大（《告示牌》AC）                                       | 12   |
| 加拿大（《告示牌》CHR/Top 40）                               | 32   |
| 加拿大（《告示牌》Hot AC）                                   | 16   |
| 獨立國協（Tophit電台榜）                                     | 10   |
| 克羅埃西亞（《告示牌》Croatia Songs）                        | 22   |
| 克羅埃西亞（克羅埃西亞電台榜）                               | 5    |
| 捷克（電台百大單曲榜）                                       | 35   |
| 捷克（百強數位單曲榜）                                       | 16   |
| 丹麥（Hitlisten）                                            | 30   |
| 芬蘭（芬蘭官方單曲榜）                                       | 20   |
| 法國（法國唱片出版業公會單曲榜）                             | 10   |
| 德國（德國官方榜單）                                         | 8    |
| 全球（Billboard Global 200）                                 | 18   |
| 希臘（國際唱片業協會希臘分會國際單曲榜）                     | 20   |
| 匈牙利（四十強電台榜）                                       | 36   |
| 匈牙利（四十強單曲榜）                                       | 24   |
| 匈牙利（四十強串流榜）                                       | 29   |
| 冰島（Plötutíðindi）                                         | 7    |
| 印度尼西亞（《告示牌》Indonesia Songs）                      | 15   |
| 愛爾蘭（愛爾蘭唱片協會榜）                                   | 6    |
| 以色列（媒体森林）                                           | 4    |
| 意大利（意大利音乐产业联盟）                                 | 6    |
| 拉脫維亞（歐洲熱門電台）                                     | 1    |
| 黎巴嫩（黎巴嫩官方二十强榜）                                 | 11   |
| 立陶宛（AGATA）                                              | 21   |
| 盧森堡（《告示牌》Luxembourg Songs）                         | 14   |
| 馬來西亞（《告示牌》Malaysia Songs）                         | 22   |
| 荷蘭（荷蘭四十強單曲榜）                                     | 2    |
| 荷蘭（荷蘭百大單曲榜）                                       | 4    |
| 新西兰（新西兰官方音乐榜）                                   | 30   |
| 新西兰（新西兰唱片音乐协会熱門單曲榜） High and Fast version | 31   |
| 挪威（VG-lista單曲榜）                                       | 8    |
| 波蘭（波蘭百強電台榜）                                       | 3    |
| 葡萄牙（葡萄牙唱片業協會）                                   | 16   |
| 羅馬尼亞（媒体森林國際電台榜）                               | 5    |
| 羅馬尼亞（媒体森林國際電視榜）                               | 5    |
| 俄羅斯（Tophit電台榜）                                       | 23   |
| 新加坡（新加坡唱片業協會）                                   | 17   |
| 斯洛伐克（電台百大單曲榜）                                   | 2    |
| 斯洛伐克（百強數位單曲榜）                                   | 16   |
| 南非（南非唱片工业协会）                                     | 37   |
| 西班牙（西班牙音樂製作協會）                                 | 51   |
| 瑞典（瑞典最熱榜）                                           | 8    |
| 瑞士（瑞士熱門音樂榜）                                       | 3    |
| 英國（官方榜單公司單曲榜）                                   | 21   |
| 美國（Billboard Hot 100）                                    | 67   |
| 美國（《告示牌》Adult Pop Airplay）                          | 11   |
| 美國（《告示牌》Pop Airplay）                                | 17   |
| 美國（《告示牌》Rock & Alternative Airplay）                 | 8    |

| 排行榜（2022年）         | 排名 |
| ------------------------ | ---- |
| 獨立國協（Tophit電台榜） | 12   |
| 俄羅斯（Tophit電台榜）   | 33   |

| 排行榜（2022年）                                   | 排名 |
| -------------------------------------------------- | ---- |
| 澳大利亚（澳大利亚唱片业协会）                     | 84   |
| 奧地利（Ö3四十強單曲榜）                           | 36   |
| 比利时佛兰德（Ultratop單曲榜）                     | 13   |
| 比利時瓦隆（Ultratop單曲榜）                       | 36   |
| 德國（德國官方榜單）                               | 40   |
| 全球（Billboard Global 200）                       | 133  |
| 意大利（意大利音乐产业联盟）                       | 52   |
| 立陶宛（AGATA）                                    | 79   |
| 荷蘭（荷蘭四十強單曲榜）                           | 6    |
| 荷蘭（荷蘭百大單曲榜）                             | 22   |
| 波蘭（波蘭音像製造商協會）                         | 44   |
| 瑞典（瑞典最熱榜）                                 | 36   |
| 瑞士（瑞士熱門音樂榜）                             | 18   |
| 排行榜（2023年）                                   | 排名 |
| 奧地利（Ö3四十強單曲榜）                           | 19   |
| 德國（德國官方榜單）                               | 33   |
| 全球（Billboard Global 200）                       | 73   |
| 美國（《告示牌》Adult Pop Airplay Songs）          | 39   |
| 美國（《告示牌》Hot Rock & Alternative Songs）     | 45   |
| 美國（《告示牌》Rock & Alternative Airplay Songs） | 23   |

## 銷量認證
| 國家或地區                                               | 認證    | 認證單位/銷量 |
| -------------------------------------------------------- | ------- | ------------- |
| 奧地利（國際唱片業協會奧地利分會）                       | 2× 白金 | 60,000‡       |
| 加拿大（加拿大音樂協會）                                 | 金      | 40,000‡       |
| 丹麥（國際唱片業協會丹麥分會）                           | 金      | 45,000‡       |
| 希臘（國際唱片業協會希臘分會）                           | 金      | 1,000,000†    |
| 法國（法國唱片出版業公會）                               | 白金    | 200,000‡      |
| 德國（聯邦音樂產業協會）                                 | 金      | 20,000‡       |
| 義大利（意大利音乐产业联盟）                             | 2× 白金 | 200,000‡      |
| 波蘭（波蘭音像製造商協會）                               | 白金    | 50,000‡       |
| 葡萄牙（葡萄牙唱片業協會）                               | 白金    | 10,000‡       |
| 西班牙（西班牙音樂製作協會）                             | 白金    | 60,000‡       |
| 瑞典（瑞典唱片業協會）                                   | 白金    | 8,000,000†    |
| 瑞士（國際唱片業協會瑞士分會）                           | 2× 白金 | 10,000‡       |
| 英國（英国唱片业协会）                                   | 金      | 200,000‡      |
| 美國（美國唱片業協會）                                   | 金      | 500,000‡      |
| - ‡僅含認證的串流媒體+實際銷量 - †僅含認證的串流媒體銷量 |         |               |